# Войтон, Виктор
Виктор Михаэль Войтон (нем. Victor Michael Woithon; 30 сентября 1909, Берлин, Германская империя — 26 декабря 1976, Сан-Бартоломе-де-Тирахана, Испания) — унтерштурмфюрер СС, служащий зондеркоманды 4a в составе айнзацгруппы C.

## Биография
Виктор Войтон родился 30 сентября 1909 года в семье мясника. До 11 лет посещал в Берлине народную школу, затем реальное училище. После досрочного окончания школы проходил обучение на мясника на скотобойне. В 1927 году сдал экзамен на подмастерье. До 1931 года работал по специальности на родительском предприятии и до 1933 года на крупном предприятии.
В июле 1931 года стал членом Штурмовых отрядов (СА). 1 сентября 1932 года вступил в НСДАП. В рядах СА стал инструктором по моторизованному транспорту. В 1933 году вступил в национал-социалистический механизированный корпус (НСКК) и в качестве автослесаря и инструктора работал в автоспортивной школе НСКК во Врицене. В 1938 году стал инструктором по вождению в берлинском отделении гестапо.
В июне 1941 года был откомандирован в штаб айнзацгруппы C. В конце октября 1941 года был зачислен в зондеркоманду 4a. Войтон служил в подразделении до его расформирования осенью 1943 года, после чего служил в полиции безопасности в Минске. В начале 1944 года главное управление имперской безопасности (РСХА) отправило Войтона в ведомство полиции безопасности и СД в Вероне, где он занимался техническими вопросами.
В окрестностях Боцена вместе с парашютной дивизией в мае 1945 года попал в плен к американским войскам. В сентябре 1947 года был отпущен. В последующее время работал в разных местах в качестве водителя автобуса, крановщика, гида и автозаправщика. С 1963 года в Людвигсхафене сдавал в аренду автозаправку. 11 мая 1966 года был арестован. 2 октября 1967 года начался судебный процесс против бывших служащих зондеркоманды 4a в Дармштадте. 29 ноября 1968 года земельный суд Дармштадта приговорил Войтона за участие в по меньшей мере в убийстве 10 000 евреев в Харькове к 7 годам заключения. 17 декабря 1973 года был объявлен недееспособным и выпущен из тюрьмы. Войтон умер 26 декабря 1976 года в Испании.